# Oost-Friese Waddeneilanden

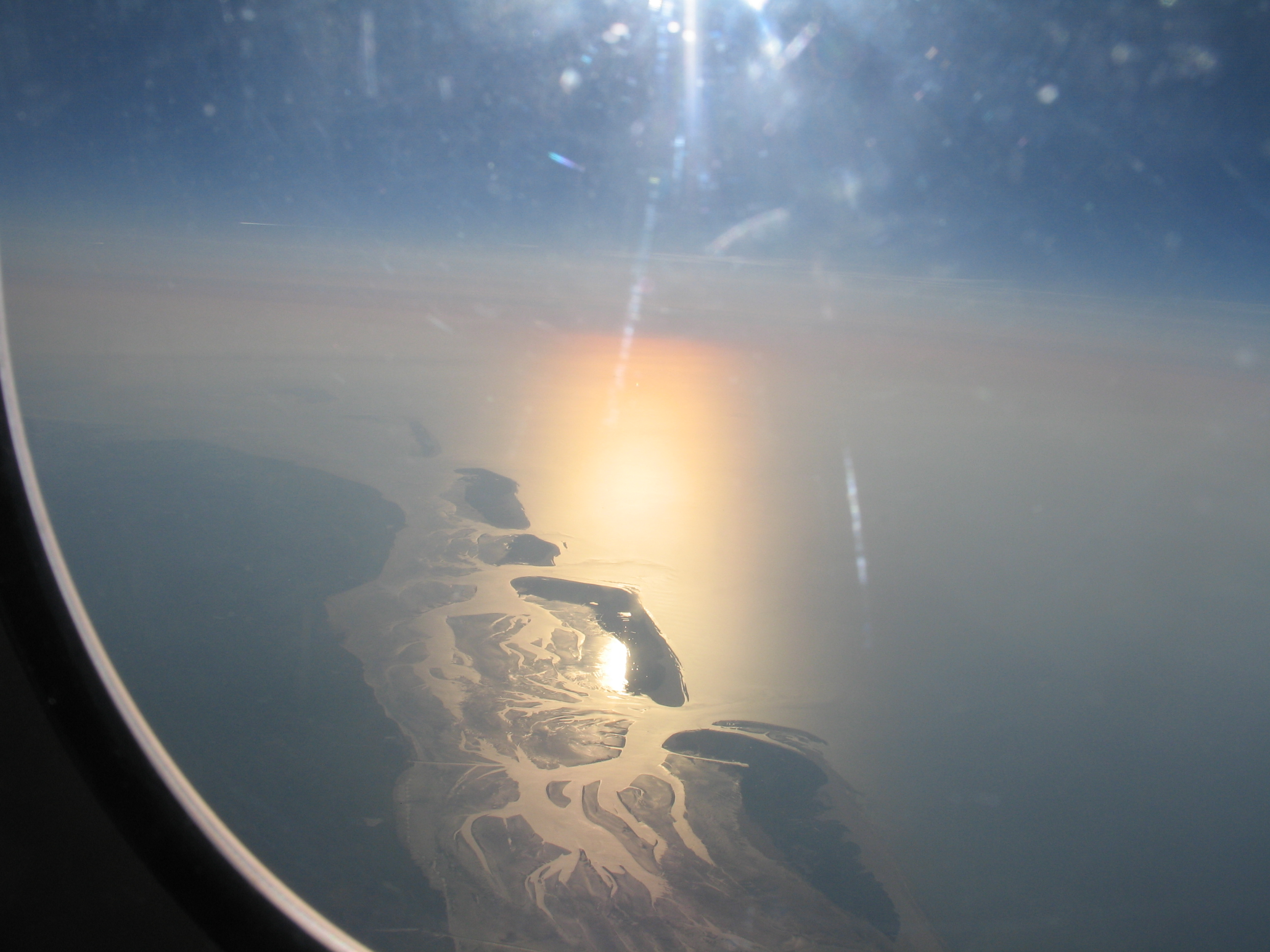
Luchtfoto met onderin Spiekeroog en waarin bovenin nog net Borkum te onderscheiden is

Oost-Friese Waddeneilanden

De Oost-Friese Waddeneilanden (Duits: Ostfriesische Inseln) zijn een reeks eilanden in de Waddenzee in het uiterste noordwesten van de Duitse deelstaat Nedersaksen, gelegen tussen de mondingen van de Eems in het westen en de Jade in het oosten. Grotendeels behoren ze tot de historische regio Oost-Friesland. Van de bewoonde eilanden valt alleen het oostelijk gelegen Wangerooge daar strikt genomen buiten. Het westelijkste en tevens grootste eiland is Borkum, dat vanuit Nederland te bereiken is vanuit de Eemshaven.

## Eilanden
De bewoonde eilanden zijn van west naar oost:
- Borkum
- Juist
- Norderney
- Baltrum
- Langeoog
- Spiekeroog
- Wangerooge

Daarnaast zijn er nog enkele onbewoonde eilanden en hoge zandplaten:
- Lütje Hörn
- Kachelotplate
- Memmert
- Minsener-Oldoog
- Alte Mellum